# István Gaál
István Gaál (Salgótarján, 25 de agosto de 1933 – Budapest, 25 de septiembre de 2007) fue una director de cine, editor y guionista  húngaro. Dirigió 27 películas entre 1956 y 1996. Con Magasiskola  ganó el Gran Premio del Jurado (Festival de Cannes) en el Festival de Cannes 1970.

## Filmografía
- Current (1963)
- Magasiskola  (1970)
- Cserepek (1980)